# Вольфганг Фішер
Вольфганг Фішер (нім. Wolfgang Fischer; 11 грудня 1888 — 1 лютого 1943) — німецький воєначальник, генерал танкових військ вермахту. Кавалер Лицарського хреста Залізного хреста з дубовим листям.

## Біографія
Учасник Першої світової війни. Після демобілізації армії залишений в рейхсвері. З 1 березня 1938 року — командир 69-го стрілецького полку 10-ї танкової дивізії. Учасник Польської кампанії. З 27 жовтня 1939 року — командир 10-ї стрілецької бригади (69-й і 86-й стрілецькі полки) своєї дивізії. Учасник Французької кампанії, відзначився у боях під Седаном і під час наступу до узбережжя Ла-Манша. Учасник Німецько-радянської війни. З 2 серпня 1941 року — командир своєї дивізії. Відзначився у боях в районі Мінська, Смоленська, Ржева, Гжатська і В'язьми. В травні 1942 року дивізія Фішера була перекинута у Францію. Учасник окупації Південної Франції. Після відпочинку і поповнення в грудні 1942 року дивізію Фішера перекинули в Туніс. 1 лютого 1943 року його автомобіль підірвався на погано  позначеному італійському мінному полі. Фішер, який втратив ліву руку та обидві ноги, і водій загинули.

## Звання
- Фанен-юнкер (18 березня 1910)
- Фенріх (20 грудня 1910)
- Лейтенант (18 серпня 1911)
- Оберлейтенант (18 серпня 1914)
- Гауптман (20 вересня 1918)
- Майор (1 лютого 1932)
- Оберстлейтенант (1 жовтня 1934)
- Оберст (1 серпня 1937)
- Генерал-майор (1 серпня 1941)
- Генерал-лейтенант (1 листопада 1942)
- Генерал танкових військ (1 квітня 1943; посмертно)

## Нагороди
- Залізний хрест 2-го і 1-го класу
- Ганзейський Хрест (Гамбург)
- Військовий Хрест Фрідріха-Августа (Ольденбург) 2-го і 1-го класу
- Хрест «За військові заслуги» (Австро-Угорщина) 3-го класу з військовою відзнакою
- Почесний хрест ветерана війни з мечами
- Медаль «За вислугу років у Вермахті» 4-го, 3-го, 2-го і 1-го класу (25 років)
- Застібка до Залізного хреста
  - 2-го класу (4 вересня 1939)
  - 1-го класу (17 вересня 1939)
- Нагрудний знак «За танкову атаку» в сріблі
- Лицарський хрест Залізного хреста з дубовим листям
  - лицарський хрест (3 червня 1940)
  - дубове листя (№152; 9 грудня 1942)
- Нагрудний знак «За поранення» в чорному
- Медаль «За зимову кампанію на Сході 1941/42»